# Мягкие дирижабли класса G

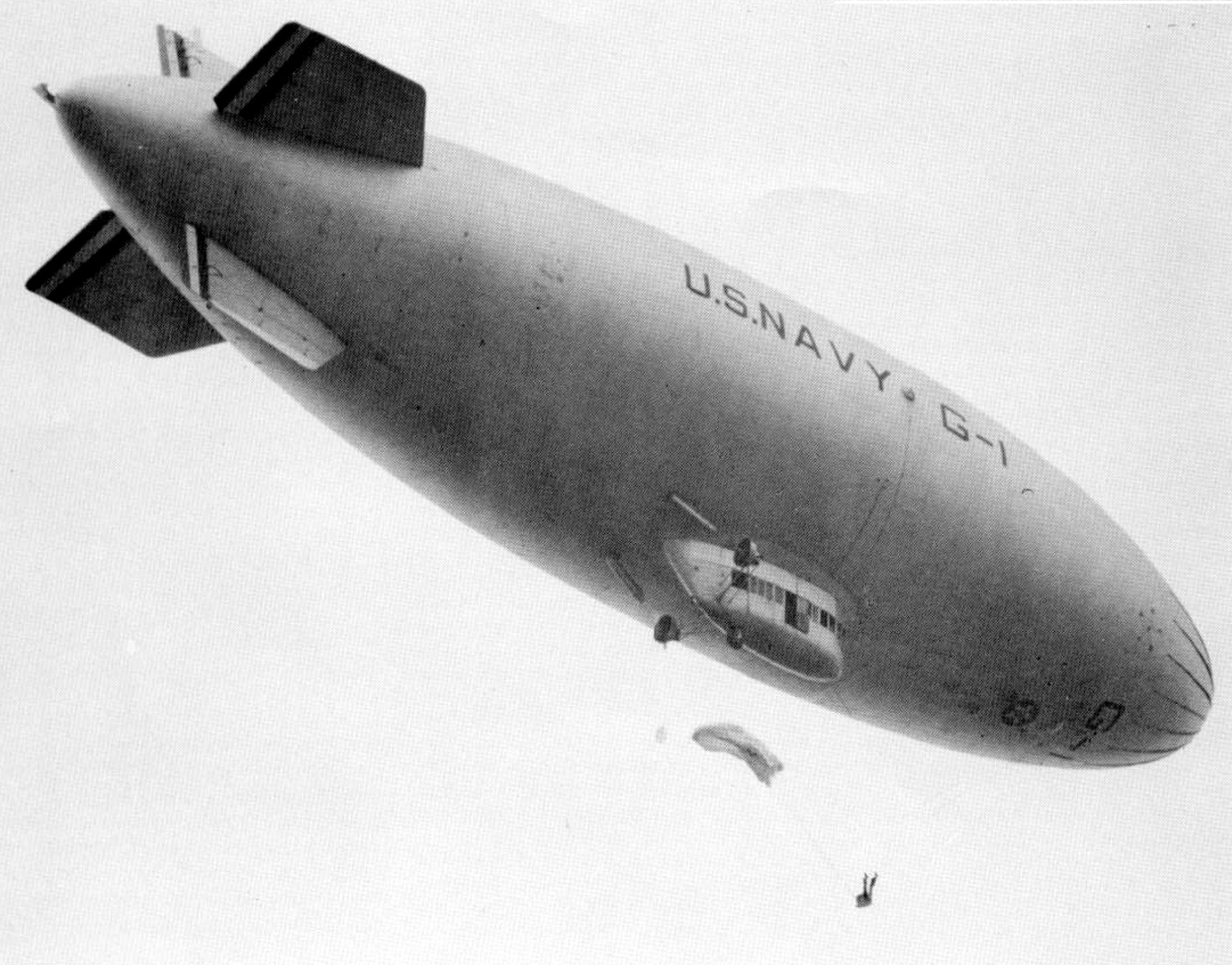

Мягкие дирижабли класса G (англ. G-class blimp) — серия дирижаблей, построенных компанией Goodyear Aircraft Company из Акрона, штат Огайо. Эксплуатировались в ВМФ США. Первым кораблём данного класса стал Goodyear Blimp Defender, закупленный Военно-морским флотом в 1935 году и получивший название G-1. После этого, во время Второй мировой войны, Гудьирская компания построила ещё серию кораблей класса G.

## История
G-1 активно эксплуатировался в ВМС США вплоть до своего крушения, при котором погибли 12 человек. И, несмотря на это, дирижабль продемонстрировал необходимость поставки новых кораблей в ВМФ. Новый контракт на семь дирижаблей (G-2-G-8) был подписан 24 декабря 1942 года. Корабли получили обозначение Goodyear ZNN-G.К концу 1943 года корабли G-2-G-5 поступили в ВМФ США, а в начале 1944 года Военно- морской флот получили ещё три дирижабля (G-6- G-8).
Они использовались для подготовки экипажей воздухоплавательных базы в Лейкхерсте и базы Moffett Field.

## Технические характеристики
- Экипаж: 2-3 пилота
- Объём: 5,182 м³
- Длина: 56,94 м
- Максимальный диаметр: 13,06 м
- Максимальная высота: 18,90 м
- Грузоподъёмность: 1867 кг
- Силовая установка: 2 × Continental R-670, по 210 л. с.
- Максимальная скорость: 92 км/ч
- Крейсерская скорость: 77 км/ч
- Макс. продолжительность полёта: 16 часов 40 мин.